# سسکک کاکل‌خاکستری
سسکک کاکل‌خاکستری (نام علمی: Prinia cinereocapilla) نام یک گونه از سرده سسکک است.